# ونيس طيبي
ونيس طيبي (مواليد 7 مارس 2002) هو لاعب كرة قدم فرنسي يلعب في مركز خط الوسط في نادي أنجيه.

## روابط خارجية
- ونيس طيبي على موقع قاعدة بيانات كرة القدم.إي يو (الإنجليزية)
- ونيس طيبي على موقع Soccerway.com (الإنجليزية)
- ونيس طيبي على موقع عالم كرة القدم.نت (الإنجليزية)